# آرجوس سواريس
آرجوس سواريس (بالبرتغالية: Arghus‏) (19 يناير 1988 في البرازيل - ) هو لاعب كرة قدم برازيلي في مركز الدفاع. لعب مع سبورتينغ براغا ونادي ريجينا ونادي ماريبور ونادي برازيل دي بيلوتاس وSociedade Esportiva River Plate ‏.

## روابط خارجية
- آرجوس سواريس على موقع قاعدة بيانات كرة القدم.إي يو (الإنجليزية)
- آرجوس سواريس على موقع Soccerway.com (الإنجليزية)
- آرجوس سواريس على موقع AS.com (الإسبانية)